# Mistrzostwa Świata Juniorów w Curlingu 2024
Mistrzostwa Świata Juniorów w Curlingu 2024 – turniej, który odbył się w dniach 17 - 24 lutego 2024 w fińskiej Lohji. Mistrzami świata juniorów zostali Norwedzy, a mistrzyniami świata juniorek Szwajcarki.
W turnieju wzięło udział po 10 drużyn męskich i żeńskich reprezentujących 14 państw.

## Gospodarz
Finlandia gościła mistrzostwa świata juniorów w curlingu po raz pierwszy.

## Kwalifikacje
Do turnieju zakwalifikowało się 6 najlepszych reprezentacji z ostatnich mistrzostw. Stawkę uzupełniły 3 najlepsze drużyny Mistrzostw Świata Juniorów Dywizji B 2023. Z powodu rezygnacji z prawa do uczestnictwa reprezentacji gospodarzy, udział wzięły również 4 drużyny dywizji B.

### Dziewczęta
- gospodarz: Finlandia[a]
- 6 najlepszych reprezentacji z Mistrzostwa Świata Juniorów 2023: Szkocja, Japonia, Norwegia, Szwajcaria, Szwecja, Korea Południowa
- 4 najlepsze reprezentacje Mistrzostw Świata Juniorów Dywizji B 2023: Chiny, Kanada, Niemcy, Turcja[b][1]

### Chłopcy
- gospodarz: Finlandia[a]
- 6 najlepszych reprezentacji z Mistrzostwa Świata Juniorów w Curlingu 2023: Chiny, Niemcy, Szkocja, Norwegia, Włochy, Szwajcaria
- 4 najlepsze reprezentacje Mistrzostw Świata Juniorów Dywizji B 2023: Kanada, Stany Zjednoczone, Dania, Nowa Zelandia[c][2]

## Dziewczęta

### Reprezentacje
| Chiny                                                                                             | Japonia | Kanada | Korea Południowa                                                                        | Niemcy |
| ------------------------------------------------------------------------------------------------- | --- | --- | --------------------------------------------------------------------------------------- | --- |
| Skip: Han Zhuo Trzecia: Wen Xinyue Druga: Sun Jingyi Otwierająca: Ye Zixuan Rezerwowa: Gao Ya     | Czwarta: Momoha Tabata Skip: Miku Nihira Druga: Yuina Miura Otwierająca: Mikoto Nakajima Rezerwowa: Yui Ueno       | Skip: Myla Plett Trzecia: Alyssa Nedohin Druga: Chloe Fediuk Otwierająca: Allie Iskiw Rezerwowa: Kaylee Raniseth          | Skip: Park Han-byul Trzecia: Bang Yu-jin Druga: Kim Hae-jeong Otwierająca: Kim Ye-ji    | Czwarta: Kim Sutor Skip: Sara Messenzehl Druga: Zoe Antes Otwierająca: Joy Sutor Rezerwowa: Carolina Abdel Halim        |
| Norwegia                                                                                          | Szkocja | Szwajcaria | Szwecja                                                                                 | Turcja |
| Skip: Torild Bjørnstad Trzecia: Nora Østgård Druga: Ingeborg Forbregd Otwierająca: Eilin Kjærland | Skip: Robyn Munro Trzecia: Laura Watt Druga: Holly Wilkie-Milne Otwierająca: Amy Mitchell Rezerwowa: Hannan Faries | Skip: Xenia Schwaller Trzecia: Selina Gafner Druga: Fabienne Rieder Otwierająca: Selina Rychiger Rezerwowa: Zoe Schwaller | Skip: Moa Dryburgh Trzecia: Thea Orefjord Druga: Moa Tjärnlund Otwierająca: Moa Nilsson | Czwarta: Berfin Şengül Trzecia: İfayet Şafak Çalıkuşu Druga: İclal Karaman Skip: Ilknur Urusan Rezerwowa: Melisa Cömert |

### Round Robin
| Państwo          | W | P |
| ---------------- | - | - |
| Szwajcaria       | 9 | 0 |
| Japonia          | 7 | 2 |
| Norwegia         | 5 | 4 |
| Kanada           | 5 | 4 |
| Szwecja          | 5 | 4 |
| Niemcy           | 4 | 5 |
| Chiny            | 3 | 6 |
| Korea Południowa | 3 | 6 |
| Szkocja          | 3 | 6 |
| Turcja           | 1 | 8 |

     Kwalifikacja do fazy play-off

### Play-off
|  |           |            |           |         |   |       |            |       |
|  | Półfinały | Półfinały  | Półfinały |         |   | Finał | Finał      | Finał |
|  | Półfinały | Półfinały  | Półfinały |         |   | Finał | Finał      | Finał |
|  |           |            |           |         |   |       |            |       |
|  |           |            |           |         |   |       |            |       |
|  | 1         | Szwajcaria | 5         |         |   |       |            |       |
|  | 1         | Szwajcaria | 5         |         |   |       |            |       |
|  | 4         | Kanada     | 4         |         |   |       |            |       |
|  | 4         | Kanada     | 4         |         |   | 1     | Szwajcaria | 10    |
|  |           |            |           |         |   | 1     | Szwajcaria | 10    |
|  |           |            | 2         | Japonia | 3 |       |            |       |
|  | 2         | Japonia    | 2         | Japonia | 3 | 8     |            |       |
|  | 2         | Japonia    |           |         |   |       |            |       |
|  | 3         | Norwegia   | 5         |         |   |       |            |       |
|  | 3         | Norwegia   | 5         |         |   |       |            |       |
|  |           |            |           |         |   |       |            |       |

|  |                   |          |   |
|  | Mecz o 3. miejsce |          |   |
|  |                   |          |   |
|  |                   |          |   |
|  |                   |          |   |
|  | Kanada            | Kanada   | 5 |
|  | Kanada            | Kanada   | 5 |
|  | Norwegia          | Norwegia | 7 |
|  | Norwegia          | Norwegia | 7 |
|  |                   |          |   |

#### Półfinały
| Państwo | Państwo  | 1 | 2 | 3 | 4 | 5 | 6 | 7 | 8 | 9 | 10 | Ogółem |
|         | Japonia  | 0 | 1 | 3 | 0 | 0 | 0 | 0 | 2 | 0 | 2  | 8      |
|         | Norwegia | 0 | 0 | 0 | 1 | 2 | 0 | 1 | 0 | 1 | 0  | 5      |

| Państwo | Państwo    | 1 | 2 | 3 | 4 | 5 | 6 | 7 | 8 | 9 | 10 | Ogółem |
|         | Szwajcaria | 2 | 0 | 0 | 0 | 1 | 0 | 1 | 1 | 0 | 0  | 5      |
|         | Kanada     | 0 | 0 | 0 | 0 | 0 | 2 | 0 | 0 | 1 | 1  | 4      |

#### Mecz o 3. miejsce
| Państwo | Państwo  | 1 | 2 | 3 | 4 | 5 | 6 | 7 | 8 | 9 | 10 | Ogółem |
|         | Kanada   | 0 | 2 | 0 | 1 | 0 | 0 | 1 | 0 | 0 | 1  | 5      |
|         | Norwegia | 1 | 0 | 1 | 0 | 0 | 3 | 0 | 1 | 1 | 0  | 7      |

#### Finał
| Państwo | Państwo    | 1 | 2 | 3 | 4 | 5 | 6 | 7 | 8 | 9 | 10 | Ogółem |
|         | Szwajcaria | 1 | 0 | 2 | 0 | 1 | 1 | 1 | 4 | X | X  | 10     |
|         | Japonia    | 0 | 2 | 0 | 1 | 0 | 0 | 0 | 0 | X | X  | 3      |

### Klasyfikacja końcowa

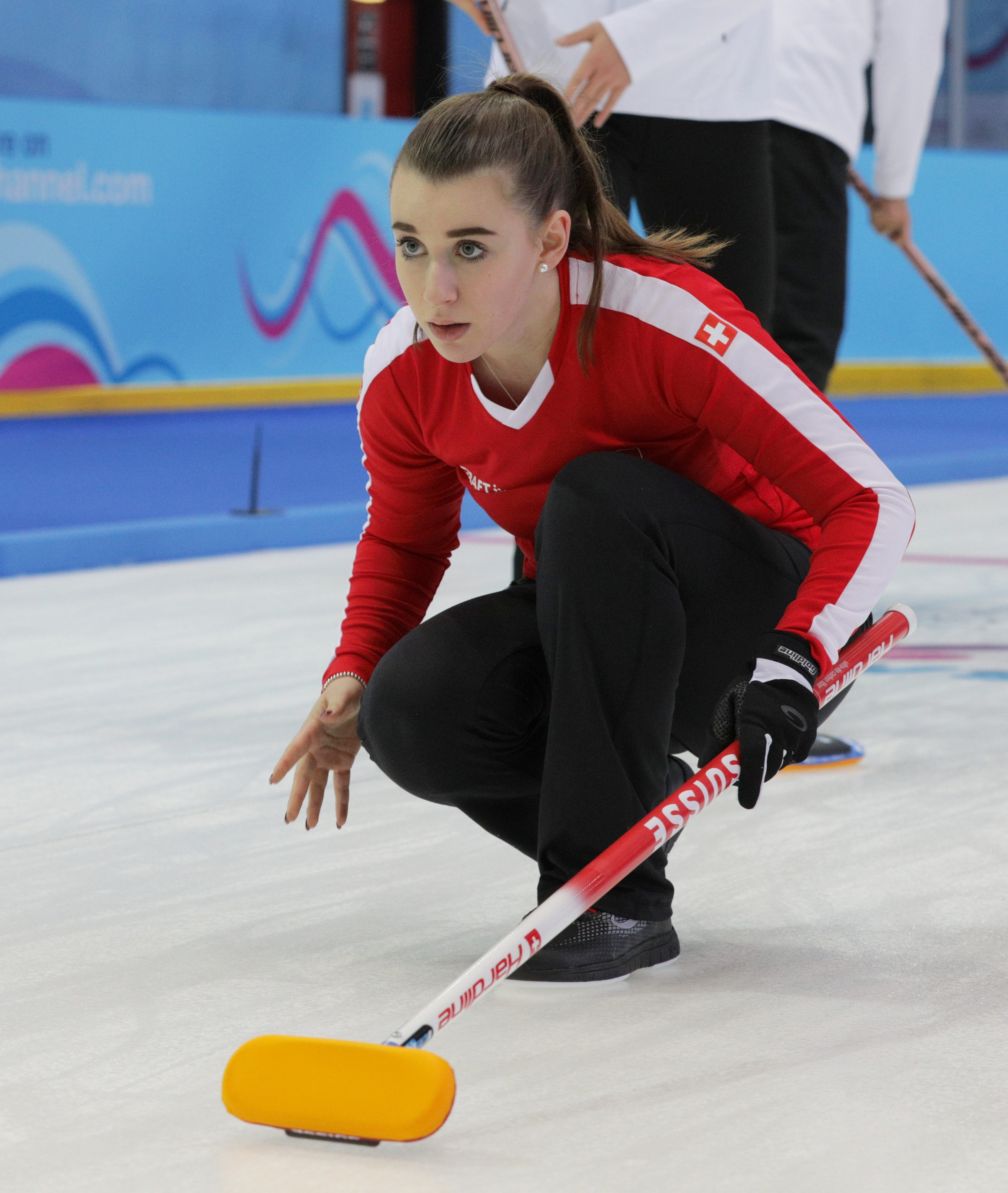
skip Szwajcarek Xenia Schwaller

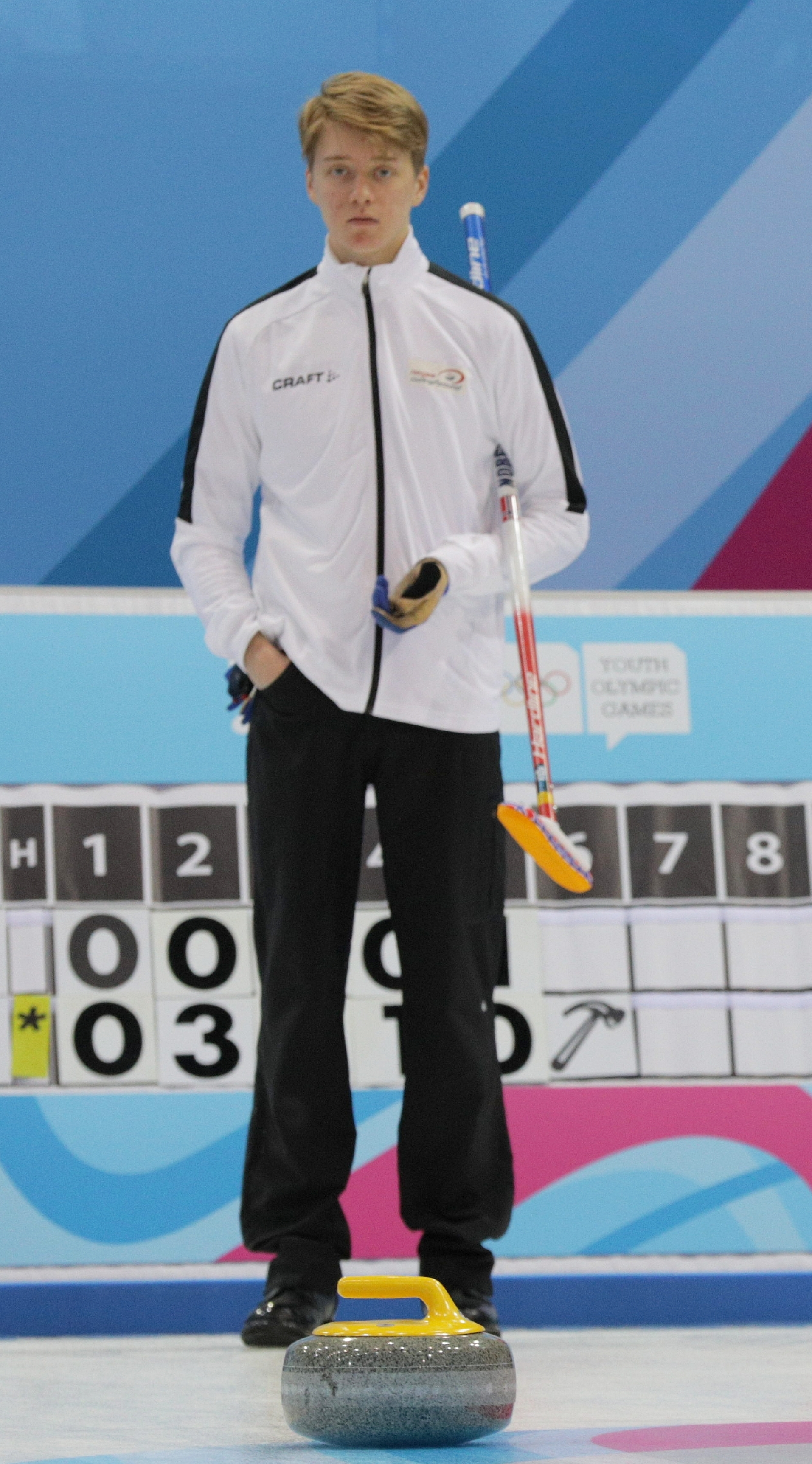
skip Norwegów Lukas Høstmælingen

|  | Mistrzynie świata juniorów     |
|  | Wicemistrzynie świata juniorów |
|  | 3 miejsce                      |
|  | Spadek do dywizji B            |

| Państwo          | Skip             |
| ---------------- | ---------------- |
| Szwajcaria       | Xenia Schwaller  |
| Japonia          | Miku Nihira      |
| Norwegia         | Torild Bjørnstad |
| Kanada           | Myla Plett       |
| Szwecja          | Moa Dryburgh     |
| Niemcy           | Sara Messenzehl  |
| Chiny            | Han Zhuo         |
| Korea Południowa | Park Han-byul    |
| Szkocja          | Robyn Munro      |
| Turcja           | Ilknur Urusan    |

## Chłopcy

### Reprezentacje
| Chiny                                                                                                | Dania | Kanada | Niemcy | Norwegia |
| --- | --- | --- | --- | --- |
| Skip: Tao Liqiunan Trzeci: Xu Xin Drugi: He Bowen Otwierający: Shi Guixi Rezerwowy: Liu Chen Wen Jie | Czwarty: Jonathan Vilandt Skip: Jacob Schmidt Drugi: Alexander Qvist Otwierający: Kasper Jurlander Bøge Rezerwowy: Nikki Jensen | Skip: Johnson Tao Trzeci: Jaedon Neuert Drugi: Zachary Davies Otwierający: Adam Naugler                            | Skip: Benjamin Kapp Trzeci: Felix Messenzehl Drugi: Johannes Scheuerl Otwierający: Mario Trevisol Rezerwowy: Adrian Enders | Skip: Lukas Høstmælingen Trzeci: Tinius Haslev Nordbye Drugi: Magnus Lillebø Otwierający: Eskil Eriksen Rezerwowy: Harald Dæhlin |
| Nowa Zelandia                                                                                        | Stany Zjednoczone | Szkocja | Szwajcaria | Włochy |
| Czwarty: William Becker Skip: Sam Flanagan Drugi: Darcy Nevill Otwierający: Jed Nevill               | Skip: Wesley Wendling Trzeci: Jackson Bestland Drugi: Kevin Tuma Otwierający: Jackson Armstrong Rezerwowy: Caden Hebert         | Skip: Orrin Carson Trzeci: Logan Carson Drugi: Archie Hyslop Otwierający: Charlie Gibb Rezerwowy: Hamish Gallacher | Skip: Manuel Jermann Trzeci: Yannick Jermann Drugi: Kenjo von Allmen Otwierający: Simon Hanhart Rezerwowy: Kim Schwaller   | Czwarty: Francesco De Zanna Skip: Stefano Gilli Drugi: Andrea Gilli Otwierający: Francesco Vigilani Rezerwowy: Alberto Cavallero |

### Round Robin
| Państwo           | W | P |
| ----------------- | - | - |
| Norwegia          | 7 | 2 |
| Włochy            | 7 | 2 |
| Dania             | 7 | 2 |
| Stany Zjednoczone | 6 | 3 |
| Niemcy            | 5 | 4 |
| Szkocja           | 5 | 4 |
| Kanada            | 4 | 5 |
| Szwajcaria        | 2 | 7 |
| Chiny             | 2 | 7 |
| Nowa Zelandia     | 0 | 9 |

     Kwalifikacja do fazy play-off

### Play-off
|  |           |                   |           |        |   |       |          |       |
|  | Półfinały | Półfinały         | Półfinały |        |   | Finał | Finał    | Finał |
|  | Półfinały | Półfinały         | Półfinały |        |   | Finał | Finał    | Finał |
|  |           |                   |           |        |   |       |          |       |
|  |           |                   |           |        |   |       |          |       |
|  | 1         | Norwegia          | 10        |        |   |       |          |       |
|  | 1         | Norwegia          | 10        |        |   |       |          |       |
|  | 4         | Stany Zjednoczone | 4         |        |   |       |          |       |
|  | 4         | Stany Zjednoczone | 4         |        |   | 1     | Norwegia | 7     |
|  |           |                   |           |        |   | 1     | Norwegia | 7     |
|  |           |                   | 2         | Włochy | 6 |       |          |       |
|  | 2         | Włochy            | 2         | Włochy | 6 | 7     |          |       |
|  | 2         | Włochy            |           |        |   |       |          |       |
|  | 3         | Dania             | 5         |        |   |       |          |       |
|  | 3         | Dania             | 5         |        |   |       |          |       |
|  |           |                   |           |        |   |       |          |       |

|  |                   |                   |    |
|  | Mecz o 3. miejsce |                   |    |
|  |                   |                   |    |
|  |                   |                   |    |
|  |                   |                   |    |
|  | Stany Zjednoczone | Stany Zjednoczone | 9  |
|  | Stany Zjednoczone | Stany Zjednoczone | 9  |
|  | Dania             | Dania             | 10 |
|  | Dania             | Dania             | 10 |
|  |                   |                   |    |

#### Półfinały
| Państwo | Państwo | 1 | 2 | 3 | 4 | 5 | 6 | 7 | 8 | 9 | 10 | Ogółem |
|         | Włochy  | 0 | 1 | 1 | 0 | 2 | 0 | 0 | 3 | 0 | X  | 7      |
|         | Dania   | 0 | 0 | 0 | 2 | 0 | 1 | 1 | 0 | 1 | X  | 5      |

| Państwo | Państwo           | 1 | 2 | 3 | 4 | 5 | 6 | 7 | 8 | 9 | 10 | Ogółem |
|         | Norwegia          | 0 | 2 | 0 | 3 | 2 | 0 | 2 | 1 | X | X  | 10     |
|         | Stany Zjednoczone | 0 | 0 | 2 | 0 | 0 | 2 | 0 | 0 | X | X  | 4      |

#### Mecz o 3. miejsce
| Państwo | Państwo           | 1 | 2 | 3 | 4 | 5 | 6 | 7 | 8 | 9 | 10 | Ogółem |
|         | Stany Zjednoczone | 0 | 1 | 0 | 1 | 0 | 3 | 1 | 0 | 3 | 0  | 9      |
|         | Dania             | 2 | 0 | 1 | 0 | 5 | 0 | 0 | 1 | 0 | 1  | 10     |

#### Finał
| Państwo | Państwo  | 1 | 2 | 3 | 4 | 5 | 6 | 7 | 8 | 9 | 10 | 11 | Ogółem |
|         | Norwegia | 1 | 0 | 2 | 1 | 0 | 0 | 1 | 0 | 1 | 0  | 0  | 7      |
|         | Włochy   | 1 |   | 0 | 2 | 0 | 0 | 0 | 2 | 0 | 1  | 0  | 6      |

### Klasyfikacja końcowa
|  | Mistrzowie świata juniorów     |
|  | Wicemistrzowie świata juniorów |
|  | 3 miejsce                      |
|  | Spadek do dywizji B            |

| Państwo           | Skip               |
| ----------------- | ------------------ |
| Norwegia          | Lukas Høstmælingen |
| Włochy            | Stefano Gilli      |
| Dania             | Jacob Schmidt      |
| Stany Zjednoczone | Wesley Wendling    |
| Niemcy            | Benjamin Kapp      |
| Szkocja           | Orrin Carson       |
| Kanada            | Johnson Tao        |
| Szwajcaria        | Manuel Jermann     |
| Chiny             | Tao Liqiunan       |
| Nowa Zelandia     | Sam Flanagan       |